# Bitsie Tulloch
Bitsie Tulloch, pseudonimo di Elizabeth Tulloch (San Diego, 19 gennaio 1981), è un'attrice statunitense.

## Biografia
Elizabeth è nata a San Diego, in California ma è cresciuta in Spagna, Uruguay e Argentina. Il nome Bitsie è un omaggio a suo nonno, un pilota bombardiere della seconda guerra mondiale. Suo padre, Andrew Tulloch, opera nel settore bancario latino-americano, ed è per questo che l'attrice è cresciuta in Europa e in America meridionale. Dopo il ritorno negli Stati Uniti, è andata nella scuola media e superiore a Bedford, New York. Tulloch ha frequentato l'Università Harvard, dove si è laureata con una doppia specializzazione in letteratura inglese e americana, e negli studi visivo e ambientale. Tulloch è di origine scozzese da parte di suo padre e spagnola da parte di sua madre.
Dopo Harvard, aveva in programma di trasferirsi in Inghilterra e ottenere una laurea in storia dell'arte, ma invece ha deciso di dedicarsi alla recitazione a Los Angeles. È apparsa in produzioni teatrali di Amleto, Chi ha paura di Virginia Wolf? e Oleanna. È apparsa in diversi ruoli televisivi, in particolare nelle serie televisive West Wing - Tutti gli uomini del Presidente, Cold Case - Delitti irrisolti, Dr. House - Medical Division, Moonlight, e Outlaw. Nel 2007 ha girato un ruolo di uno scienziato per la serie della ABC Lost, ma il suo ruolo è stato ri-lanciato a causa di conflitti di programmazione con Quarterlife. Nel 2011 entra a far parte del cast principale della serie televisiva della NBC Grimm nel ruolo di Juliette Silverton, la fidanzata di Nick Burkhardt.

## Vita privata
Nel giugno del 2017 si è sposata in Montana con David Giuntoli, la co-star della serie televisiva Grimm. Nel febbraio del 2019 nasce la loro prima figlia, Vivian Grace Giuntoli.

## Premi
Nei primi mesi del 2012, Tulloch è stata nominata dai Broadcast Film Critics Association Awards, per il miglior cast per The Artist.

## Filmografia

### Attrice

#### Cinema
- Life Is Short, regia di Riki Lindhome e Dori Oskowitz – cortometraggio (2006)
- Sent, regia di Alex Feldman – cortometraggio (2006)
- Two Doors, regia di Austin Formato – cortometraggio (2007)
- Uncross the Stars, regia di Kenny Golde (2008)
- La terrazza sul lago (Lakeview Terrace), regia di Neil LaBute (2008)
- Losing Control, regia di Valerie Weiss (2011)
- The Artist, regia di Michel Hazanavicius (2011)
- Caroline and Jackie, regia di Adam Christian Clark (2012)
- Parkland, regia di Peter Landesman (2013)
- Zona d'ombra (Concussion), regia di Peter Landesman (2015)
- Chronic, regia di Michel Franco (2015)
- We Love You, Sally Carmichael!, regia di Christopher Gorham (2017)

#### Televisione
- West Wing - Tutti gli uomini del Presidente (The West Wing) – serie TV, episodio 6x03 (2004)
- Cold Case - Delitti irrisolti (Cold Case) – serie TV, episodio 4x02 (2006)
- Lonelygirl15 – serie TV, 15 episodi (2007)
- Moonlight – serie TV, episodio 1x12 (2008)
- Quarterlife – serie TV, 6 episodi (2008)
- Dr. House – Medical Division (House) – serie TV, episodio 5X11 (2008)
- Washingtonienne – serie TV, episodio 1x01 (2009)
- Most Likely to Succeed, regia di Michael Patrick Jann (2010)
- Tyranny – webserie, 4 episodi (2010)
- Outlaw – serie TV, episodio 1x06 (2010)
- Grimm – serie TV, 123 episodi (2011- 2017)
- The Flash – serie TV, episodio 5x09 (2018)
- Supergirl – serie TV, episodi 4x09-5x09 (2018-2019)
- Batwoman - serie TV, episodio 1x09 (2019)
- Superman & Lois - serie TV, 53 episodi (2021-2024)

### Doppiatrice
- Alfa and Omega, regia di Anthony Bell e Ben Gluck (2010)

## Doppiatrici italiane
Nelle versioni in italiano delle opere in cui ha recitato, Bitsie Tulloch è stata doppiata da:
- Laura Cosenza in The Flash, Supergirl, Batwoman, Arrow, Legends of Tomorrow
- Emanuela D'Amico in Cold Case - Delitti irrisolti
- Domitilla D'Amico in Zona d'ombra
- Francesca Manicone in Grimm
- Ilaria Latini in Superman & Lois